# Битва на Кранджі
Битва під Кранджі була другим етапом плану вторгнення до Сінгапуру Японською імперією під час Другої світової війни.
9 лютого 1942 року імперська армія Японії атакувала північно-західний фронт британської колонії в Сінгапурі. Їх головною метою було забезпечити другий плацдарм після їх успішного захоплення пляжу Сарімбун 8 лютого, щоб прорвати лінію оборони Джуронг-Кранджі та продовжити ривок на південь до ділового центру Сінгапуру. Берег між річкою Кранджі та греблею Джохор-Сінгапур захищала 27-а австралійська бригада на чолі з Дунканом Максвелом та одна рота нерегулярних військ. 10 лютого японські сили зазнали найбільших втрат рухаючись вгору по річці Кранджі, що призвело до паніки та майже зірвало операцію. Однак через ряд непорозумінь та відхід сил союзників в наступних битвах, японці змогли здобути стратегічні опорні точки, що в результаті призвело до падіння Сінгапуру 15 лютого 1942 року.